# Photographies de Donald Trump le poing levé
Les photographies de Donald Trump le poing levé ont été prises le 13 juillet 2024 lors d'un rassemblement politique à Butler en Pennsylvanie. Pendant que le candidat à la présidence des États-Unis Donald Trump prononce un discours, un homme tire plusieurs balles en sa direction. Après les tirs, Trump, blessé à la tête, se relève et est entouré d'agents du United States Secret Service (USSS). Au moins deux photojournalistes prennent alors plusieurs photographies où Donald Trump a le poing levé dans les airs et est entouré d'agents du USSS. 
Les clichés d'Evan Vucci reçoivent une importante couverture médiatique parce qu'ils montrent Trump le poing levé dans les airs devant un drapeau des États-Unis et semble être au-dessus des agents qui l'entourent. Parmi les photos publiées par Vucci, quelques-unes montrent la bouche de Trump ouverte, l'homme semblant dire ou crier « Fight ! » (en français, « Combattez ! » ou « Combattons ! »). Sur d'autres photos, sa bouche est fermée. Plusieurs clichés de Vucci ont été largement diffusés dans le Web. Des journalistes américains, britanniques et indiens ont prédit que l'un ou l'autre de ces clichés deviendrait iconique. 
Les photojournalistes Brendan McDermid et Gene J. Puskar ont chacun publié un cliché montrant Trump le poing levé, mais ils sont moins chargés que celui de Vucci. Les photojournalistes Anna Moneymaker et Doug Mills ont, pour leur part, pris des photos notables de Donald Trump pendant et après l'attentat. Les photos de Trump que ces quatre photojournalistes ont prises lors de cet évènement ont reçu une moins grande couverture médiatique malgré leur pertinence.

## Contexte
Evan Vucci, chef photographe de l'Associated Press (AP) à Washington, D.C., a couvert la guerre d'Afghanistan (2001-2021) et la guerre d'Irak (2003-2011),. Il est l'auteur de la photographie où l'on voit un journaliste irakien lancer une chaussure au président américain George W. Bush,. Vucci a gagné un prix Pulitzer en 2021 en tant que membre de l'équipe de l'AP qui a couvert les manifestations et émeutes consécutives à la mort de George Floyd,,.
Le 13 juillet 2024 à Butler, en Pennsylvanie, il est prévu que l'ancien président des États-Unis Donald Trump, qui représente le parti républicain à l'élection présidentielle américaine de 2024, prononce un discours à un rassemblement politique.
Evan Vucci couvre les activités de Trump depuis plusieurs années et a pris des photos lors de centaines de rassemblements politiques,.
Quatre photographes sont installés dans une aire protégée près du podium où se tiendra Trump. 
Il s'agit de Brendan McDermid pour Reuters, Evan Vucci pour Associated Press, Anna Moneymaker pour Getty Images et Doug Mills pour The New York Times.
Pendant qu'il prononce son discours, Trump est la cible de tirs d'une arme à feu utilisée par un tireur installé sur un toit à environ 150 mètres de la tribune,,,.
Lorsqu'il voit les agents du United States Secret Service (USSS) courir vers Donald Trump à la suite des tirs, Evan Vucci cherche rapidement un meilleur point de vue puis commence à photographier,,,. Il a déclaré : « Je savais que c'était un moment dans l'histoire des États-Unis et que ça devait être documenté »,,,,,.
McDermid, Mills et Moneymaker ont aussi publié des photos notables prises pendant et après l'attentat. Pour sa part, même il n'est pas installé près de la tribune, le photojournaliste Gene J. Puskar, qui travaille pour Associated Press, a pris au moins un cliché de Trump le poing levé après la tentative d'assassinat.

## Composition des photos de Vucci
Plusieurs clichés de Vucci montrent Donald Trump quelques instants après les tirs. Sur quelques clichés, le poing droit de Trump est levé dans les airs et du sang couvre une partie de son visage. Sur deux clichés, il est entouré d'agents du USSS, l'un d'eux regarde en direction de l'appareil de Vucci et un drapeau des États-Unis flotte en arrière-plan sur fond de ciel bleu,,,,,.
Toujours sur ces deux clichés en particulier, Donald Trump tient dans sa main gauche un objet, probablement une casquette sur laquelle est écrit « Make America Great Again »,,. Sur plusieurs photos de Vucci, la bouche de Trump est ouverte alors qu'il dit, ou crie « Fight ! »,,,,,, qui se traduit en français par « Combattez ! » ou « Combattons ! ». Sur d'autres photos, sa bouche est fermée,,. Brendan McDermid a aussi publié une photo montrant Trump entouré d'agents du USSS et le poing levé, mais sans drapeau ni ciel bleu.
Sara Oscar, dans une publication du site The Conversation, déclare :
Écrivant pour The Washington Post, Philip Kennicott décrit ainsi une photo de Vucci où Trump a la bouche fermée :
Plus loin, il écrit : « Les marqueurs du nationalisme et de l'autorité — le drapeau, le sang, les visages pressés des agents fédéraux en costume sombre — sont très nombreux » , prédisant que cette photo sera la source d'encore plus de violence politique. Selon Kennicott, la photo crée une réalité supérieure, remplaçant le chaos consécutif aux tirs en un narratif où Trump apparaît grandi par l'expression de son courage, de sa résolution et de son héroisme. Toujours selon Kennicott, cette photographie sera aussi importante dans l'histoire des États-Unis que le film Zapruder et la photo de Michael Dukakis dans un char d'assaut en 1988.

La Liberté guidant le peuple d'Eugène Delacroix.
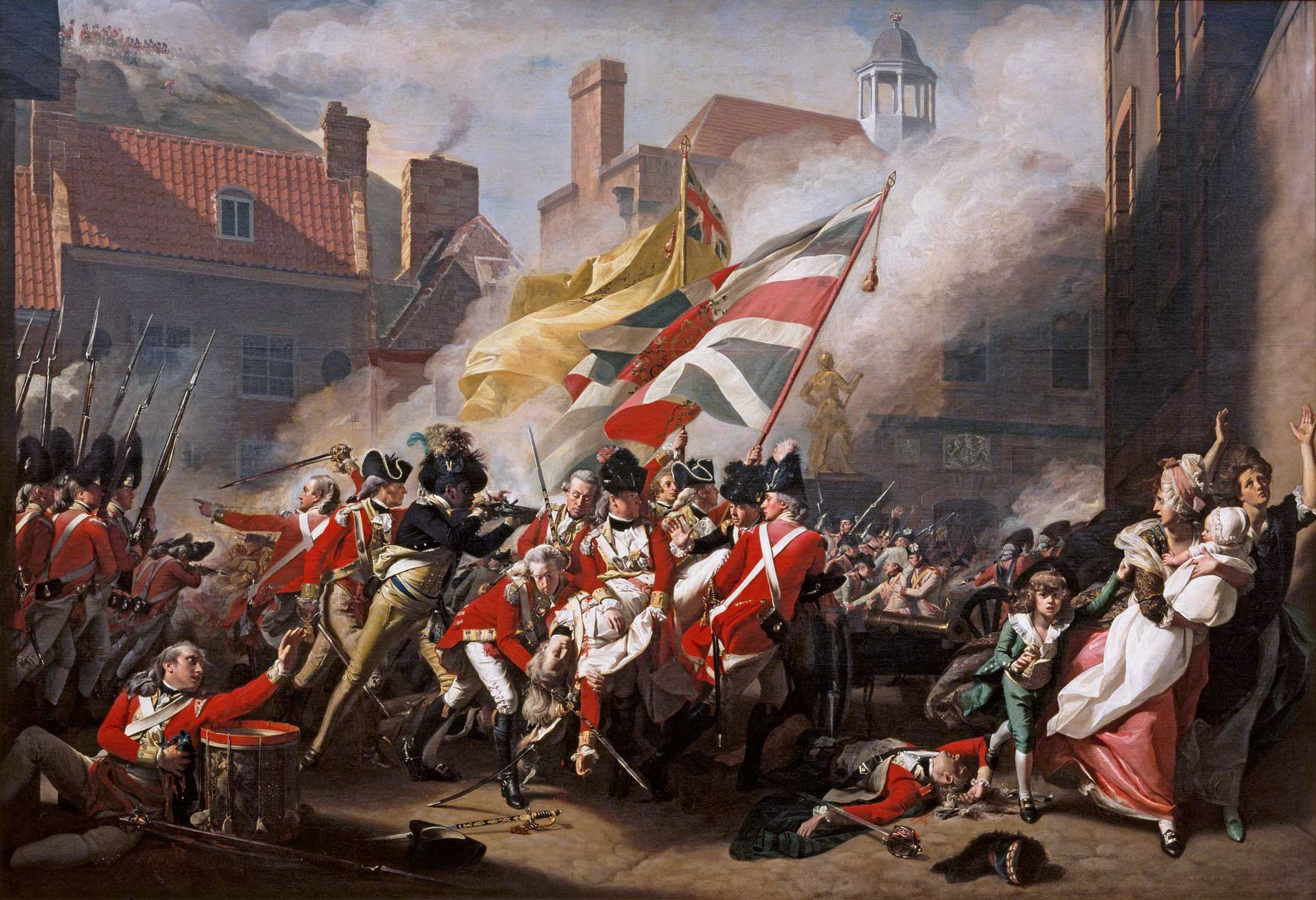
The Death of Major Peirson, 6 January 1781 de John Singleton Copley.

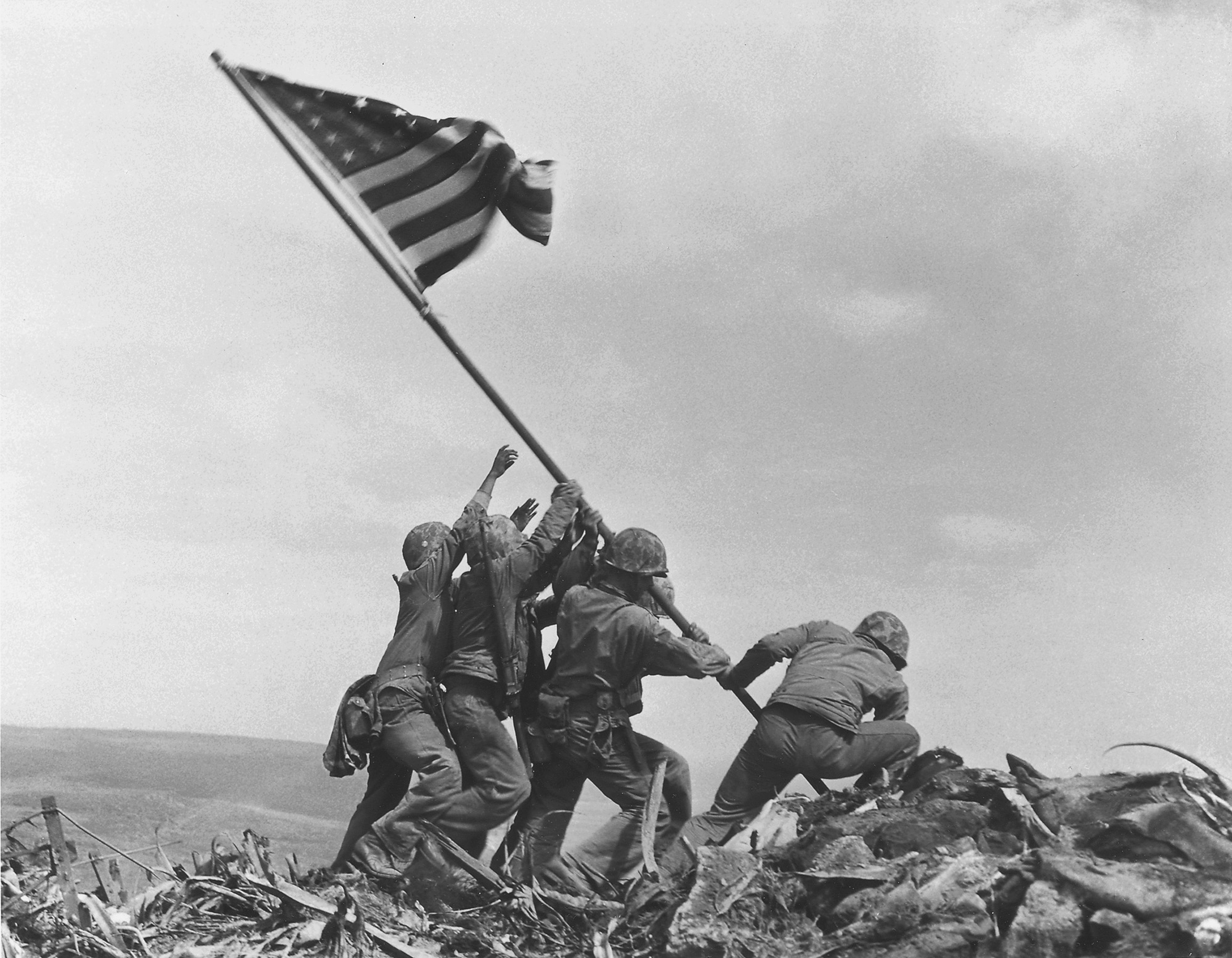
Raising the Flag on Iwo Jima de Joe Rosenthal.
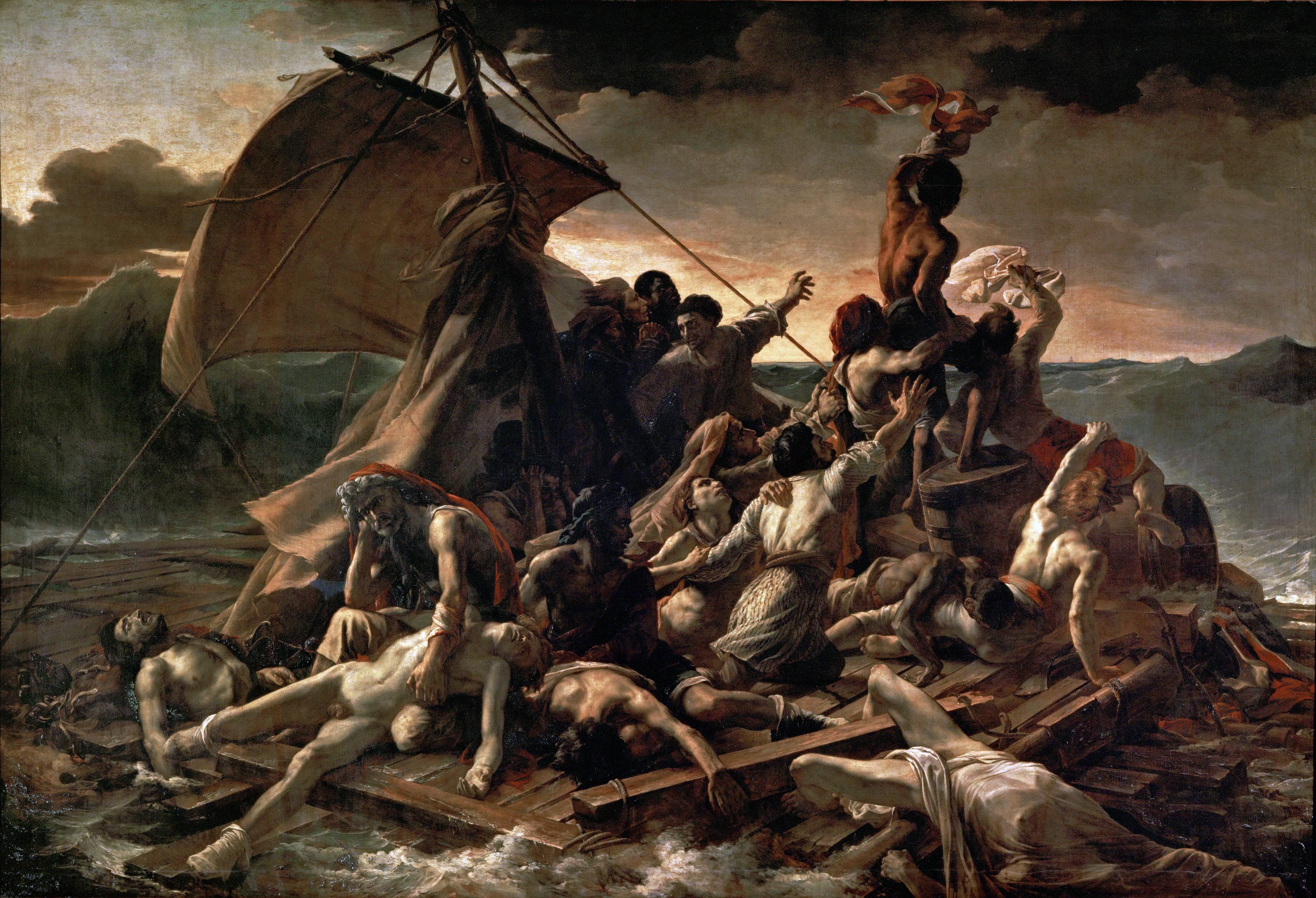
Le Radeau de La Méduse de Théodore Géricault.

Observant qu'au moins une photo de Vucci a été adaptée pour des mèmes, Jason Farago du journal The New York Times a écrit que « l'image de l'autorité est aussi une invitation à la parodier ; c'est le secret de sa force ». Selon lui, les photos transmettent un message différent d'une vidéo : « [Le] poing avait un aspect plus guerrier, suggérant l'intrépidité et l'indomptabilité. » Il compare les clichés de Vucci à la toile La Liberté guidant le peuple d'Eugène Delacroix et à The Death of Major Peirson, 6 January 1781 de John Singleton Copley.
La photographe et historienne suisse Nathalie Herschdorfer écrit que la photo de Vucci montrant Trump poing levé contient des éléments que l'on retrouve dans La Liberté guidant le peuple d'Eugène Delacroix, Le Radeau de La Méduse de Théodore Géricault et Raising the Flag on Iwo Jima de Joe Rosenthal.
Carla Bleiker, du Deutsche Welle, qualifie l'une des photos de Vucci avec la bouche fermée d'« image pour les livres d'histoire ». Plus loin, elle ajoute : « Le poing levé de Trump et son expression faciale, accentuée par les éclaboussures de sang sur sa joue, peuvent être interprétés comme une déclaration de défi face à l'adversité », démontrant qu'il se tient toujours debout. Elle compare le drapeau des États-Unis dans Raising the Flag on Iwo Jima, qui est proéminent, au drapeau américain qui flotte en arrière-plan du cliché de Vucci, soulignant l'importance culturelle de ce drapeau, particulièrement chez les Américains conservateurs.

## Influence et réception des photos de Vucci
« C’est le drapeau américain qui a le plus grand impact. Il y a énormément de versions de cette photo-là qui ont été faites. Elles sont toutes aussi fortes les unes que les autres. Mais c’est celle d’Evan Vucci qui se distingue. »

— Ivanoh Demers, 15 juillet 2024
Les clichés d'Evan Vucci ont largement circulé dans le Web,.
Des clichés ont été publiés dans les premières pages de plusieurs quotidiens publiés aux États-Unis, au Royaume-Uni et en Australie.
Deux des clichés ont été repris plus de 4 000 fois par des clients d'Associated Press (AP) le lendemain de l'attentat, alors que les photos les plus reprises d'AP sur une base hebdomadaire le sont entre 700 et 800 fois habituellement.

### Aux États-Unis
Benjamin Wallace-Wells du journal The New Yorker a écrit sur un cliché de Vucci où Trump a la bouche fermée. « C'est déjà l'image indélébile de notre époque de crise politique et de conflit. » Il observe que « certains éléments de l'image de Vucci sont familiers comparativement aux innombrables autres images de Trump » et conclut : « C'est une image qui le montre tel qu'il aimerait être vu, si parfaitement, en fait, qu'elle pourrait survivre à toutes les autres »,.
Tyler Austin Harper, dans une parution du magazine The Atlantic, affirme que l'un des clichés de Vucci montrant Donald Trump avec la bouche ouverte est « devenu instantanément légendaire ». « Peu importe l'opinion que l'on a de l'homme qui se trouve au centre du cliché, il s'agit indéniablement de l'une des plus grandes compositions de l'histoire de la photographie aux États-Unis. » Harper ajoute : « Je ne pense pas qu'il soit exagéré de dire que la photo est presque parfaite, qu'elle a été prise dans des conditions extrêmes et qu'elle distille l'essence d'un homme dans toutes ses contradictions. » Harper prédit que les photos de Vucci seront utilisées dans des campagnes publicitaires et qu'elles aideront Donald Trump à se faire réélire à la présidence des États-Unis.
Dans The Washington Post, Jeremy Barr a écrit que l'un des clichés de Vucci où Trump a la bouche ouverte « ferait avec certitude partie du panthéon de la photographie américaine »,.
Geordie Gray écrit dans The Australian que l'un des clichés avec la bouche ouverte « est destiné à devenir l'une des images les plus marquantes de notre époque », affirmant qu'elle est « parfaitement composée » (perfectly composed).

### En Inde
Yudhajit Shankar Das, du journal India Today, anticipe que l'une des photos de Vucci sera présentée comme l'une des images phares de l'histoire des États-Unis. Pour lui, les travaux d'Evan Vucci pendant la guerre d'Irak (2003-2011) l'ont rendu insensible aux tirs d'armes à feu. Das croit que les clichés de Vucci pourraient jouer un rôle dans les élections américaines de 2024, comme l'a fait la photo « Napalm Girl » dans les années 1970.
Ashima Grover dans le journal Hindustan Times décrit l'un des clichés avec la bouche ouverte comme « une légendaire photo américaine retenue pour la postérité »,.

### Au Royaume-Uni
Selon le Britannique Fraser Nelson, dans The Spectator, qui s'attarde à un cliché de Vucci où Donald Trump a la bouche ouverte : « [tout critique] aurait immédiatement reconnu qu'il s'agit d'une photographie unique en son genre — une image qui deviendra l'une des plus puissantes de la politique et de l'histoire américaines. » Pour lui, c'est « le photojournalisme dans sa forme la plus puissante ... l'image restera dans les mémoires comme l'une des plus importantes photographies politiques jamais prises »,.
Le Britannique Roland Oliphant, dans les pages du journal The Daily Telegraph, rapporte que « [Trump] n'aurait pas pu ressembler davantage à un héros américain s'il avait essayé » et affirme que les clichés de Vucci sont à la fois « un produit du photojournalisme de classe mondiale — et peut-être aussi de l'instinct politique inné de Trump »,.
Le Britannique Timothy Garton Ash a déclaré sur des réseaux sociaux que la photographie « changera la course de l'histoire du monde »,.
Le Britannique Piers Morgan a écrit que la photo montrant Trump poing levé et entouré d'agents de l'USSS « est déjà de l'une des photographies les plus emblématiques de l'histoire américaine — et de celle qui, je pense, propulsera Donald Trump à la Maison-Blanche »,.
Le critique d'art britannique Jonathan Jones, dans les pages du journal The Guardian, a comparé les clichés de Vucci à d'autres « images patriotiques intemporelles » telles que Raising the Flag on Iwo Jima de Rosenthal, Washington Crossing the Delaware d'Emanuel Leutze et Aidez l'Espagne de Joan Miró. Il a aussi affirmé avoir découvert des ressemblances avec des œuvres religieuses, dont La Descente de croix de Rogier van der Weyden et La Mise au tombeau du Caravage. Jones affirme qu'« il y a quelque chose de vraiment étrange, d'inexplicable, dans cette [photo de Vucci] : comment une scène avec des significations aussi profondes et une suggestivité positivement religieuse peut-elle se produire spontanément ? » et avance que les clichés pourraient faire gagner Trump lors de l'élection présidentielle américaine de 2024.

### Dans la francophonie
Pour la journaliste canadienne Geneviève Bordeleau, dans les pages de La Presse, cette « photo de Donald Trump victimise et héroïse simultanément l’ancien président. Elle évoque la tentative de meurtre contre Ronald Reagan en 1981 et même l’assassinat de John F. Kennedy en 1963. »
Selon la photographe et historienne suisse Nathalie Herschdorfer, dans « une vidéo, on voit d'autres émotions sur le visage de Donald Trump et des gens qui l'entourent. Là, il y a un arrêt sur image très fort qui fait de cette photographie une icône. »

### Dans le Web
« [...] les photographes Evan Vucci de l’Associated Press, Doug Mills du New York Times et Anna Moneymaker de l’agence photo Getty se sont particulièrement illustrés en captant malgré les coups de feu et la bousculade des clichés qui passeront à l’histoire. »

— Stéphane Bordeleau, 15 juillet 2024
« Plusieurs photographes ont exprimé leur inquiétude en privé », rapporte Aïda Amer sur le site Axios. Elle déclare « que les images du rassemblement pourraient devenir une sorte de "photogande" » au service de la campagne de Trump.
Sous le couvert de l'anonymat, des photographes ont dit à Amer qu'il était « dangereux pour les organisations médiatiques de continuer à partager la photo [de Vucci] même si elle est très bonne » parce qu'il s'agit « de pub gratuite pour Trump » qui le présente comme un « martyr » (martyr). Amer a écrit qu'une photo de Vucci (où Trump a la bouche ouverte et le poing levé), une photo notable d'Anna Moneymaker (qui montre le visage de Trump ensanglanté près du sol) et une photo remarquable de Doug Mills (qui montre un trait à la fois gris et blanc associé à une balle frôlant la tête de Donald Trump), ont rapidement été identifiées dans les salles de nouvelles par « Evan photo », « Anna photo » et « the bullet photo ».

## Suites

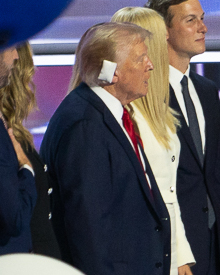
Donald Trump avec un bandage sur l'oreille droite à la Convention nationale républicaine de 2024.

Le 5 août 2024, Donald Trump a fait une apparition dans une diffusion en direct (stream) sur Kick animée par Adin Ross (en). Vers la fin de l'épisode, Ross a remis à Trump une Tesla Cybertruck sur lequel est imprimé l'un des clichés de Vucci. Lorsque Trump a vu le camion, il a accusé Google d'avoir modifié la reproduction dans le but de montrer une autre image des expressions faciales des agents du United States Secret Service,.
Des partisans républicains et des soutiens de Trump ont fait circuler des clichés immédiatement après le rassemblement ; quelques-uns ont utilisé les photos comme « une occasion d'évoquer des théories du complot et d'attiser les tensions politiques »,.
L'un des clichés de Vucci a été publié sur la page couverture d'une parution du magazine Time.
Des produits dérivés des photos de Vucci ont rapidement été mis en vente à la suite de l'attentat,.